# Гарт (літературний альманах)
«Гарт» — альманах літературного угрупування «Гарт», виходив у 1924-1925 рр.
Був першою демонстрацією творчості пролетарських письменників України.
В цьому ж альманасі було надруковано статтю В.Блакитного «Без маніфесту» — ідеологічної платформи гартовців.